# Aichtal

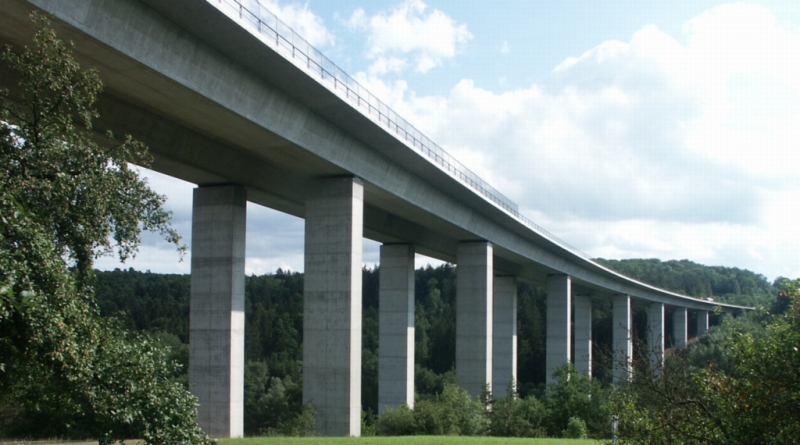
Cầu Aichtal

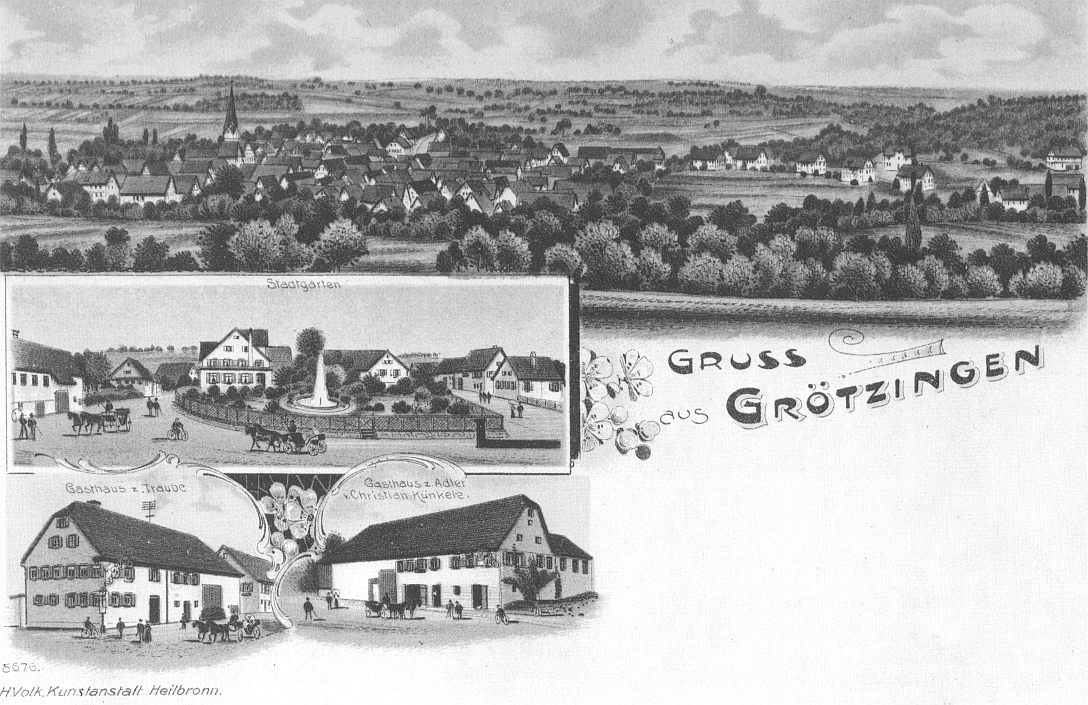
Năm 1885

Aichtal là một thị xã ở the huyện Esslingen trong bang Baden-Württemberg ở phía nam nước Đức. Đô thị Aichtal có diện tích 23,6 km², dân số 9916 người (tháng 12 năm 2020). Đô thị này có cự ly 18 km về phía nam của Stuttgart.